# Reninoma
Reninoma – hormonalnie czynny nowotwór nerki mogący być przyczyną wtórnego nadciśnienia tętniczego.
Reninoma jest guzem nerki wywodzącym się z komórek aparatu przykłębuszkowego nerki, wydzielającym w nadmiarze reninę. Podwyższony poziom reniny w organizmie skutkuje rozwojem nadciśnienia tętniczego klasyfikowanego jako wtórne (o identyfikowalnej przyczynie), nerkowopochodne (mające źródło w chorobie nerek). Hiperreninemia jest również przyczyną wtórnego hiperaldosteronizmu (i hipokaliemii).
Guz może zostać zidentyfikowany w badaniu ultrasonograficznym jako ogniskowa zmiana hipoechogeniczna.
Reninoma jest rzadką przyczyną wtórnego nadciśnienia tętniczego, rozpoznawaną przede wszystkim pośród chorych z guzem nerki lub chorych z nadciśnieniem tętniczym opornym na leczenie.